# Біллі Стрейгорн
Вільям Томас «Біллі» Стрейгорн (англ. William Thomas "Billy" Strayhorn) — американський джазовий музикант.

## Біографія
Народився 29 листопада 1915 року в лікарні долини Маямі, Дейтон в штаті Огайо. В 1926 році почав брати приватні уроки гри на фортепіано, а з 1927 року продовжив навчання в Westinghouse High School.
Протягом 1929-33 років написав перші джазові композиції.
В 1938 році зустрівся з Дюком Еллінгтоном і почав з ним співпрацю.
В 1939 році записав з оркестром Еллінгтона свою першу композицію «Something to Live For.»
З 1941 року пише свої найзнаменитіші композиції «Take the A Train», «Johnny Come Lately», «Chelsea Bridge» and «After All.»
В 1950 році виступає в фортепіанному дуеті з Дюком Еллінгтоном і робить запис на студії LP з тріо під назвою Billy Strayhorn Trio. В 1959 організовує ансамбль Septet LP і робить записи своїх композицій. В грудні 1966 — Елінгтон і Стрейгорн об'єднуються оркестрами для запису в студії композиції «The Far East Suite».
31 травня 1967 року Білл Стрейгорн помер від раку стравоходу на 51 році життя.

## Омобисте життя
Незадовго до свого другого європейського турне з оркестром, яке тривало з березня по травень 1939 року, Еллінгтон оголосив своїй сестрі Рут та синові Мерсеру Еллінгтону, що Стрейгорн «залишається з нами». Через Мерсера Стрейгорн познайомився зі своїм першим гомосексуальним партнером, афроамериканським музикантом Аароном Бріджерсом, з яким Стрейгорн жив, поки Бріджерс не переїхав до Парижа в 1947 році.
У дорослому віці Стрейхорн був відкритим геєм перед своїми друзями та учасниками оркестру Еллінгтона.